# Жанатан (Росія)
Жаната́н (рос. Жанатан) — аул у складі Кувандицького міського округу Оренбурзької області, Росія.

## Населення
Населення — 104 особи (2010; 198 у 2002).
Національний склад (станом на 2002 рік):
- казахи —84 %